# The Girl Strike Leader
The Girl Strike Leader er en amerikansk stumfilm fra 1910.